# Pedro Schwartz Girón
Pedro Schwartz Girón (Madrid, 20 de gener de 1935) és un polític, economista i jurista espanyol, acadèmic de la Reial Acadèmia de Ciències Morals i Polítiques

## Biografia
Fill i germà de diplomàtics (és germà de Fernando Schwartz Girón i fill de Juan Schwartz Díaz-Flores i de María del Carmen Girón y Camino), ha viscut al llarg de la seva vida en diferents països. La seva infantesa va transcórrer a Viena, però va realitzar els seus estudis a Madrid, on va cursar la carrera de Dret en la Universitat Central de Madrid (1957). Està casat amb Ana María Bravo Zabalgoitia i té tres fills (Marco, Gregorio i Sylvia).

### Activitat professional i acadèmica
Després de ser vetat en la carrera diplomàtica per les seves activitats polítiques, malgrat haver aprovat l'oposició, va cursar un doctorat en Dret per la UCM (1966), i va realitzar una altra tesi doctoral en Ciència Política a la London School of Economics, sobre John Stuart Mill (1965). A Londres va entrar en contacte i col·laboració amb economistes com Lionel Robbins o filòsofs com Karl Popper, a qui el mateix Schwartz considera el seu mestre. També va cursar en la LSE de Londres un màster en Economia (1972).
Després del seu retorn a Espanya, va treballar en el Servei d'Estudis del Banco Urquijo, abans d'obtenir una plaça per oposició en el Servei d'Estudis del Banc d'Espanya (1967). Va guanyar la càtedra d'Història de les Doctrines Econòmiques de la Universitat Complutense de Madrid. Des de llavors, ha exercit com a catedràtic en la Complutense (1970-1992), la Universitat Autònoma de Madrid (1992-2003) i, actualment i des de 2003, en la Universitat San Pablo-CEU de Madrid. Ha dirigit nombroses tesis doctorals. Alguns dels seus doctorats han estat els economistes Francisco Cabrillo Rodríguez, Carlos Rodríguez Braun i Jesús Huerta de Soto.
En 2005 fou nomenat acadèmic de la Reial Acadèmia de Ciències Morals i Polítiques. En 2003 va rebre el Premi Rei Jaume I d'Economia. Des de gener de 2012, ocupa el càrrec de president del Consell Econòmic i Social de Madrid.

### Activitat política
Sent estudiant universitari va prendre part, seguint les seves conviccions liberals, en les protestes estudiantils que es van dur a terme al febrer de 1956. Posteriorment va ser processat en dues causes diferents, una de desacatament i una altra d'associació il·legal, que no van arribar a terme, ja que van ser sobresegudes com a part de l'indult que Franco va concedir amb motiu de la defunció del Papa Joan XXIII, encara que la seva fitxa policial es va mantenir.
Schwartz s'ha destacat com a gran estudiós, divulgador i activista liberal, així com un fervent defensor del liberalisme econòmic. En aquest sentit, forma part de la Societat Mont Pélerin, pionera del liberalisme.
Políticament, va fundar i va liderar la petita Unió Liberal, després Partit Liberal, el 1983. En representació d'aquesta formació, va obtenir a les eleccions generals espanyoles de 1982 acta de diputat en el Congrés, exercint el càrrec de portaveu en la comissió d'Economia per Coalició Popular, en la qual UL estava integrada, durant la II Legislatura (1982-1986).
Posteriorment ha mantingut una intensa labor de promoció i divulgació de les idees liberals a través de l'Institut Juan de Mariana, tant en mitjans de comunicació (és col·laborador de Libertad Digital, a més de participar periòdicament en mitjans en paper com Expansión o La Vanguardia, en reportatges del programa televisiu La Noria (Telecinco), com en think tanks vinculats al Partit Popular (FAES).
Schwartz ha estat president del Consell Econòmic i Social de la Comunitat de Madrid. El president de la Comunitat de Madrid, Ignacio González, va comunicar que aquest organisme deixaria d'existir a partir del dia 1 de gener del 2013 perquè els pressupostos de la regió ja no ho preveurien.

## Obres
- Prohibido prohibir (amb Esperanza Aguirre), Espasa, 2012
- La economía explicada a Zapatero y a sus sucesores, Espasa, 2011
- En busca de Montesquieu, Encuentro, 2007
- Milton Friedman, gigante del siglo XX, Fundación Universitaria CEU, 2007
- Introducción a la antropología del capitalismo, Fundación Universitaria CEU, 2007
- Variaciones sobre la historia del pensamiento económico, Cajamar, 2006
- La liberación del libro, una crítica del sistema de precio fijo, Instituto de libre comercio, 2000
- Queda mucho por hacer, Marcial Pons, 2000
- El grado de concentración de la distribución comercial en España, Instituto de libre comercio, 1999
- Nuevos ensayos liberales, Espasa, 1999
- El precio de los libros, Unión Editorial, 1998
- Bases genosóficas del liberalismo, Instituto de España, 1984
- Documenta. Canarias ante la CEE, Fundación Cánovas del Castillo, 1983
- Empresa y libertad, Unión Editorial, 1981
- Historia del Instituto Nacional de Industria, Tecnos, 1978
- La nueva economía política de John Stuart Mill, Tecnos, 1968